# Makoua (district)
Pour les articles homonymes, voir Makoua.
Makoua est un district qui se situe dans le département de la Cuvette de la République du Congo.

## Démographie
En 1984, la population comptait 17 442 habitants.